# Alone (album des Pretenders)
Pour les articles homonymes, voir Alone.
Albums de Pretenders
Live in London
(2010) Hate for sale
(2020)
Alone est le dixième album studio des Pretenders, sorti le 21 octobre 2016.

## Liste des titres
Toutes les chansons sont écrites et composées par Chrissie Hynde, sauf mention contraire.
| No  | Titre               | Auteur                                 | Durée |
| --- | ------------------- | -------------------------------------- | ----- |
| 1.  | Alone               | Hynde, Dan Auerbach, Richard Swift     | 3:49  |
| 2.  | Roadie Man          |                                        | 3:54  |
| 3.  | Gotta Wait          |                                        | 2:58  |
| 4.  | Never Be Together   | Hynde, Björn Yttling, Fyfe Dangerfield | 4:01  |
| 5.  | Let's Get Lost      | Hynde, Dave McCracken                  | 3:03  |
| 6.  | Chord Lord          |                                        | 3:14  |
| 7.  | Blue Eyed Sky       |                                        | 4:51  |
| 8.  | The Man You Are     |                                        | 3:45  |
| 9.  | One More Day        |                                        | 4:15  |
| 10. | I Hate Myself       | Hynde, Auerbach                        | 4:43  |
| 11. | Death Is Not Enough | Marek Rymaszewski                      | 3:11  |
| 12. | Holy Commotion      |                                        | 4:12  |

## Personnel
- Chrissie Hynde : guitare rythmique, chant
- Dan Auerbach : guitare, claviers, chœurs
- Duane Eddy, Kenny Vaughan : guitare
- Russ Pahl : pedal steel guitar
- Dave Roe : contrebasse
- Leon Michels : claviers
- Richard Swift : batterie, guitare, claviers, chœurs